# Miro Muheim
Miro Max Maria Muheim (* 24. März 1998 in Flüelen) ist ein Schweizer Fussballspieler. Der Linksverteidiger steht seit Sommer 2021 beim Hamburger SV unter Vertrag.

## Karriere

### Anfänge in Zürich und London
Muheim ist der Sohn der Malerin und Objektkünstlerin Andrea Muheim und wurde im Kanton Uri in Flüelen geboren. Er wuchs in Zürich im Industriequartier auf und begann im Alter von 6 Jahren in der Jugend des FC Zürich mit dem Fussballspielen. Bis auf einen einjährigen Abstecher zum FC Industrie Turicum durchlief er bei den Zürchern alle Mannschaften bis zur U16, ehe er zur Saison 2014/15 in die Jugendabteilung des FC Chelsea wechselte. Durch den Umzug nach London gab der 16-Jährige seine Lehre zum Hochbauzeichner auf. Beim FC Chelsea steuerte Muheim in der Saison 2015/16 für die A-Junioren (U19) 4 Einsätze (3-mal von Beginn) und ein Tor zum Gewinn der UEFA Youth League bei. Dabei spielte er u. a. mit Mason Mount, Tammy Abraham und Fikayo Tomori zusammen. In dieser Saison kam er zudem für die U21 in der Premier League 2 zum Einsatz.
Nachdem der Linksverteidiger in der Saison 2016/17 lediglich 4 Einsätze für die U23 absolviert hatte, kehrte er Anfang Februar 2017 bis zum Saisonende auf Leihbasis zum FC Zürich zurück. Dort stand er bei der Zweitligamannschaft unter dem Cheftrainer Uli Forte 4-mal ohne Einsatz im Spieltagskader und kam 11-mal (ein Tor) für die zweite Mannschaft in der drittklassigen Promotion League zum Einsatz.
Zur Saison 2017/18 kehrte Muheim zum FC Chelsea zurück und absolvierte in der ersten Saisonhälfte 7 Spiele für die U23.

### FC St. Gallen
Ende Januar 2018 kehrte Muheim erneut in die Schweiz zurück und wechselte zum Erstligisten FC St. Gallen. Nach seinem Debüt in der Super League unter Giorgio Contini zog sich der Linksverteidiger bei einem Spiel der U21 einen Kreuzbandriss zu, wodurch er bis zum Ende der Saison 2017/18 kein Spiel mehr absolvieren konnte. Sein Comeback gab er im November 2018 bei der U21, für die er bis zum Saisonende noch 7 weitere Partien in der viertklassigen 1. Liga bestritt und ein Tor erzielte. Für die Profimannschaft absolvierte Muheim in der Saison 2018/19 unter dem neuen Cheftrainer Peter Zeidler lediglich ein Erstligaspiel.
In der Saison 2019/20 war Muheim Stammspieler auf der Linksverteidigerposition und steuerte 33 Einsätze zum Gewinn der Vizemeisterschaft bei. Blick.ch bezeichnete ihn im Februar 2020 als besten Verteidiger der Liga. In der Saison 2020/21 folgten 24 Erstligaeinsätze.

### Hamburger SV
Zur Saison 2021/22 verlängerte Muheim seinen Vertrag beim FC St. Gallen bis zum 30. Juni 2024 und wechselte für ein Jahr auf Leihbasis in die 2. Bundesliga zum Hamburger SV, der anschliessend über eine Kaufoption verfügte. Zunächst war er auf der Linksverteidigerposition Reservist hinter Tim Leibold und kam nur sporadisch zum Einsatz. Nachdem sich dieser einen Kreuzbandriss zugezogen hatte, übernahm der Schweizer dessen Position ab dem 12. Spieltag. Im März 2022 erwarb der HSV schliesslich die Transferrechte an Muheim, der einen neuen Vertrag bis zum 30. Juni 2025 unterschrieb.

### Nationalmannschaftslaufbahn
Miro Muheim kam für fast alle Nachwuchsnationalmannschaften der Schweiz zum Einsatz und am 18. November 2024 gab er sein Debüt für die „Nati“, als er bei der 2:3-Niederlage auf Teneriffa im Nations-League-Spiel gegen Europameister Spanien eingesetzt wurde.

## Erfolge
- Aufstieg in die Bundesliga: 2025 (Hamburger SV)
- UEFA-Youth-League-Sieger: 2016 (FC Chelsea)